# Opcja rzeczowa
Opcja realna (opcja rzeczywista, opcja rzeczowa) – rodzaj metody oceny projektu inwestycyjnego, który ocenia jego zasadność z punktu widzenia zbliżonego do opcji. Opcja realna jest prawem (ale nie obowiązkiem) do zmiany decyzji w zakresie projektu inwestycyjnego, w sytuacji, gdy pojawią się nowe informacje, które dotyczą danego projektu inwestycyjnego.
Przykładem zastosowania opcji realnej jest inwestycja w spółkę biotechnologiczną, którą można utożsamiać z zakupieniem opcji kupna (long call). Jeżeli spółka poniesie klęskę w swoich badaniach i zbankrutuje, to strata inwestora będzie ograniczona do wysokości inwestycji (premii opcji). W przypadku gdy badania okażą się sukcesem, zyski inwestora są teoretycznie nieograniczone (wynika to z konstrukcji opcji long call).
Cechy opcji realnych:
- nie są przedmiotem obrotu rynkowego, ponieważ dotyczą one inwestycji rzeczowych,
- przeważnie są to opcje amerykańskie,
- zazwyczaj dotyczą inwestycji o dłuższym horyzoncie czasowych (powyżej roku),
- występuje niesymetryczne ryzyko dla wystawcy bądź nabywcy opcji,
- często zdarza się, że ryzyko specyficzne jest większe od ryzyka rynkowego.